# Hubert Hermans
Hubert Hermans (* 20. März 1909 in Köln; † 28. Dezember 1989 in Koblenz-Güls) war ein deutscher Jurist, Verwaltungsbeamter und Politiker (CDU). Er war, als Vertreter des verunglückten Adolf Süsterhenn, Mitglied des Parlamentarischen Rates und ist damit einer der „Väter“ des Grundgesetzes.

## Leben
Nach dem Abitur 1927 am Kaiser-Wilhelm-Gymnasium in Köln studierte Hermans Rechtswissenschaften an der Universität zu Köln. Er bestand 1930 das Erste Juristische Staatsexamen und war von 1931 bis 1934 als Gerichtsreferendar in Brühl und Köln tätig. 1932 trat er in die Zentrumspartei ein. 1934 beendete er sein Studium mit dem Zweiten Juristischen Staatsexamen. Anschließend trat er in den Justizdienst ein und arbeitete wegen seiner Weigerung in die NSDAP einzutreten von 1935 bis 1944 nur als nicht verbeamteter Gerichtsassessor und Hilfsrichter an kleineren Amtsgerichten, zuletzt am Landgericht Koblenz. Hier erhielt er 1944 seine Ernennung zum Landgerichtsrat.
Hermans war nach 1945 erneut als Richter in Koblenz tätig. Er fungierte 1946/47 als Landgerichtsdirektor beim Oberpräsidium Rheinland-Hessen-Nassau, wurde zum Ministerialrat ernannt und war 1947/48 ständiger Vertreter des rheinland-pfälzischen Justizministers. Von 1948 bis 1952 leitete er die Rechts- und Gesetzgebungsabteilung der Staatskanzlei des Landes Rheinland-Pfalz.
Hermans gehörte im September 1945 zu den Gründungsmitgliedern der Christlich Demokratischen Partei (CDP), aus der später der Landesverband der CDU Rheinland-Pfalz hervorging. Er war von 1946 bis 1947 zunächst Mitglied der Beratenden Landesversammlung und von 1947 bis 1951 dann Mitglied des Rheinland-Pfälzischen Landtages. Dem Parlamentarischen Rat gehörte er vom 5. Mai 1949, als er für den ausgeschiedenen Abgeordneten Adolf Süsterhenn nachrückte, bis zum 23. Mai 1949 an.
Weil er unbelastet war, setzten ihn die Amerikaner 1945 vorübergehend als Bürgermeister der Koblenzer Vororte nördlich der Mosel ein. Von 1952 bis zu seinem Eintritt in den Ruhestand 1971 war er Bevollmächtigter des Landes Rheinland-Pfalz beim Bund, zunächst als Ministerialrat und seit 1963 in der Position eines Staatssekretärs. Als Vorsitzender des Kulturbeirats beim Zentralkomitee der deutschen Katholiken setzte er die undankbare Aufgabe, die katholische Öffentlichkeit mit dem Ende der Konfessionsschulen vertraut zu machen, u. a. durch seine Reden auf den Katholikentagen in Stuttgart (1964) und Bamberg (1966), durch.
Von 1973 bis 1975 war er Mitglied Enquete-Kommission Verfassungsreform des Deutschen Bundestages.
Hubert Hermans war seit Mai 1953 mit der rheinland-pfälzischen Landtagsabgeordneten Susanne Hermans, geb. Hillesheim, verheiratet. Das Ehepaar hatte zwei Töchter.

## Werke und Nachlass
- Die Zukunft der katholischen Schulen in Deutschland. In: Stimmen der Zeit, Heft 4 – Band 179 (1967), S. 241–250.

Der Nachlass befindet sich zum kleineren Teil im Archiv für Christlich-Demokratische Politik der Konrad-Adenauer-Stiftung und im Landeshauptarchiv Koblenz.